# Алваро де Сааведра
Алваро де Сааведра (на испански: Álvaro de Saavedra) е испански мореплавател, един от първите европейски изследователи в Тихия океан.

## Ранни години (неизв. – 1527)
Точното място и датата на раждането му не са известни. Известно е, че е роден в края на 15 или началото на 16 век в Испания, братовчед на Ернан Кортес.
През 1525 в Испания е решено да се прокара пряк път към Молукските о-ви и Китай от западните брегове на Мексико. За тази цел през юни 1526 Карлос I (Карл V) заповядва на завоевателя на Мексико Ернан Кортес да оборудва флотилия от няколко кораба. През есента на 1527 са подготвени три кораба с екипаж от 110 души и за ръководител на експедицията Кортес назначава своя братовчед Алваро де Сааведра.

## Експедиционна дейност (1527 – 1529)

### Първо плаване (1527)
На 31 октомври 1527 флотилията напуска Мексико и взема курс на югозапад. След половин месец плаване флагманския кораб „Флорида“ изостава от останалите кораби, по-нататъшната съдба на които е неизвестна. На 29 декември 1527 в Маршаловите о-ви Сааведра открива атолите Ронгелап (Римски-Корсаков, 11°19′ с. ш. 166°47′ и. д. / 11.316667° с. ш. 166.783333° и. д., 3,1 км2) и Аилингинае (11°08′ с. ш. 166°25′ и. д. / 11.133333° с. ш. 166.416667° и. д., 1,1 км2). В началото на февруари 1528 Сааведра пристига на Филипините и оттам в края на март докарва „Флорида“ до Молукските о-ви. Петдесет матроси и войници се присъединяват към изтормозените от португалците испански колонисти от експедиция на Гарсия Хофре де Лоайса, но ефектът от тази подкрепа е много малък. Поради това Сааведра решава да се върне в Мексико и с нови попълнения след година да се присъедини към испанците на Молукските о-ви.

### Второ плаване (1528)
На 3 юни 1528 корабът натоварен с ценни подправки напуска Молукските о-ви и отплава в югоизточна посока. Повече от 30 дни поради противните ветрове Сааведра плава покрай северния бряг на Нова Гвинея и открива Адмиралтейските о-ви, в т.ч. големия остров Манус (1554 км2, 2°05′ ю. ш. 147°00′ и. д. / 2.083333° ю. ш. 147° и. д.), където в схватка с местните жители испанците пленяват трима островитяни. След това корабът продължава на североизток и в началото на юли, в източната част на Каролинските о-ви, открива атолите Сатаван (5,13 км2, 5°18′ с. ш. 153°42′ и. д. / 5.3° с. ш. 153.7° и. д.), Етал (1,89 км2, 5°35′ с. ш. 153°34′ и. д. / 5.583333° с. ш. 153.566667° и. д.), Лукунор (2,82 км2, 5°31′ с. ш. 153°46′ и. д. / 5.516667° с. ш. 153.766667° и. д.), Намолук (7,7 км2, 5°55′ с. ш. 153°08′ и. д. / 5.916667° с. ш. 153.133333° и. д.), Мокил (1,24 км2, 6°41′ с. ш. 159°45′ и. д. / 6.683333° с. ш. 159.75° и. д.) и Пингелап (1,75 км2, 6°13′ с. ш. 160°42′ и. д. / 6.216667° с. ш. 160.7° и. д.) и два атола от Маршаловите о-ви – Утирик (Кутузов, 11°15′ с. ш. 169°48′ и. д. / 11.25° с. ш. 169.8° и. д., 0,9 км2) и Така (Суворов, 11°17′ с. ш. 169°37′ и. д. / 11.283333° с. ш. 169.616667° и. д., 0,2 км2). През всичкото време Сааведра воюва с противните ветрове и с големи мъки достига до Марианските о-ви, от където е принуден да се върне към Филипините и оттам през октомври 1528, отново на Молуските о-ви.

### Трето плаване (1529)
На 3 май 1529 отново отплава на югоизток по същия маршрут и със същата цел, като и предишната година. През август отново достига до Адмиралтейските о-ви, където пуска на свобода пленените преди година островитяни. Това плаване на изток представлява огромно мъчение за екипажа, поради духащите от североизток постоянни ветрове. С големи усилия корабът отново достига до Каролинските о-ви, където през месец септември са открити атола Лосап (1,04 км2, 6°52′ с. ш. 152°42′ и. д. / 6.866667° с. ш. 152.7° и. д.), островите Нама (0,75 км2, 6°59′ с. ш. 152°35′ и. д. / 6.983333° с. ш. 152.583333° и. д.) и Понпей (Понапе, 14 септември, 334,21 км2, 6°52′ с. ш. 158°14′ и. д. / 6.866667° с. ш. 158.233333° и. д.) и атола Ант (1,86 км2, 6°47′ с. ш. 157°58′ и. д. / 6.783333° с. ш. 157.966667° и. д.). На 1 октомври в Маршаловите о-ви Сааведро открива атолите Уджеланг (0,7 км2, 9°49′ с. ш. 160°54′ и. д. / 9.816667° с. ш. 160.9° и. д.) и Ениветок (2,3 км2, 11°30′ с. ш. 162°20′ и. д. / 11.5° с. ш. 162.333333° и. д.). От Ениветок „Флорида“ изминава още 1500 мили на североизток, на 31° с.ш. испанците отново са принудени да завият на югозапад, поради непрестанните североизточни пасати и се завръщат на Молукските о-ви. Там всички испански моряци, заедно с предишните колонисти са пленени от португалците и депортирани в Испания. Сааведра умира няколко дни след напускането на Ениветок.